# Handelsmarketing
Handelsmarketing umfasst das eigenständige Marketing der Handelsunternehmen mit dem Ziel einer märkteorientierten Unternehmensführung. Im Gegensatz zum Marketing der Hersteller, für das Handelsbetriebe Objekte der absatzmarktgerichteten Maßnahmen darstellen, sind die Handelsunternehmen beim Handelsmarketing Subjekte eines eigenständigen und auf mehrere Märkte gerichteten Marketings.

## Geschichte
Der Begriff „Handelsmarketing“ wurde 1974 erstmals von Hans-Otto Schenk in dem Aufsatz Plädoyer für ein eigenständiges Handelsmarketing in die wirtschaftswissenschaftliche Diskussion eingeführt. Heute tragen bereits mehr als 50 deutschsprachige Lehrwerke und Monografien den Begriff Handelsmarketing in ihrem Titel (Stand: November 2017). Im angelsächsischen Schrifttum wurde der Begriff als retail marketing und wholesale marketing adaptiert.
In der Praxis wird der Begriff Handelsmarketing gelegentlich etwas irreführend für das Marketing von Herstellern in Bezug auf den Handel verwendet; terminologisch zutreffend ist dafür die Bezeichnung Trade Marketing.

## Konzept
Handelsmarketing als eigenständiges, betriebsindividuelles Marketing von Handelsbetrieben ist an vier Märkten ausgerichtet. Dabei bezeichnet Absatzmarketing sämtliche Maßnahmen eines Handelsunternehmens, die auf Kaufentscheidungen potenzieller Abnehmer gerichtet sind, und Beschaffungsmarketing sämtliche Maßnahmen, die auf die Verkaufsentscheidungen der Lieferanten gerichtet sind. Andere, zum Teil spezifische Maßnahmen des Handelsmarketings betreffen die Beziehungen zum Konkurrenzmarkt (Konkurrenzmarketing) und im sog. internen Markt, d. h. innerhalb der eigenen Geschäftsstätte(n) (internes Marketing). Während die Austauschbeziehungen zwischen Herstellern und Handel in der allgemeinen Marketing-Lehre wie selbstverständlich nur aus der Sicht der Hersteller gesehen und intensiv erforscht werden (Absatzmarketing), wird die analoge Fragestellung aus Sicht des Handels (Beschaffungsmarketing) jedoch noch nicht mit gleicher wissenschaftlicher Durchdringung gewürdigt.

## Besonderheiten
Die Besonderheiten des Handelsmarketings liegen in
- der permanenten Erforschung, Gestaltung und Kontrolle von vier Märkten: Absatzmarkt, Beschaffungsmarkt, Konkurrenzmarkt und internem Markt sowie dem Einsatz von spezifischen Marketinginstrumenten auf allen vier Märkten (siehe unten),
- handelsspezifischen Entscheidungsobjekten (z. B. Wahl der Betriebsform, Wahl des betrieblichen Standorts und der innerbetrieblichen Standorte, Sortimentsgestaltung, Einsatz des Verkaufspersonals, Ladengestaltung und Warenpräsentation),
- handelsspezifischen Methoden (demoskopische, ökoskopische und experimentelle Handelsmarktforschung; Handelspsychologie; kurzfristige und komparative Erfolgskontrolle, z. B. von Handelsmarken und Sonderaktionen; Erstellung von Lieferanten- und Kundenprofilen etc.), auch spezifischen Methoden für Klein- und Mittelbetriebe,[4]
- vielfältigen interdisziplinären Verknüpfungen (Wirtschaftsrecht, Städtebau, Informatik, Psychologie usw.),
- der Eignung zur Differenzierung als sektorales Handelsmarketing (Groß- und Außenhandels-, Einzelhandels- und Handelsvertretermarketing; Versandhandelsmarketing, Onlinehandelsmarketing; Stahlhandelsmarketing; Warenhausmarketing; Verbundgruppenmarketing und so weiter) und zur Differenzierung nach Branchen, Betriebsformen, Betriebsgrößen, Rechtsformen, Standorten usw.,
- hochkomplexen und dynamischen Entscheidungsproblemen (Tausende von Artikeln im Sortiment; enge Reaktionsverbundenheit mit Mitbewerbern; psychostrategisches und -taktisches Handelscontrolling usw.) und
- der Gleichrangigkeit von taktischen und strategischen Entscheidungen in der Handelspraxis, die angesichts der Dominanz der strategischen Marketingplanung in der Theorie leicht übersehen wird.

## Instrumente
Zu den Marketinginstrumenten auf den vier Teilmärkten gehören:

### Absatzmarkt
- Sortimentspolitik
- Produktpolitik (bei Handelsmarken)
- Preispolitik
- Absatzfinanzierung
- Servicepolitik (Kundenservice)
- betriebliche Standortpolitik und
- Kommunikationspolitik

### Beschaffungsmarkt
- beschaffungsseitige Sortiments- und Produktpolitik
- Bestellpolitik
- beschaffungsseitige Preispolitik
- Beschaffungsfinanzierung
- Lieferantenservice (Lieferantenbeziehungsmanagement) und
- Beschaffungskommunikation

### Konkurrenzmarkt
- Konkurrenzmarktforschung
- horizontale Gemeinschaftswerbung
- Erfahrungsaustausch
- Betriebsvergleich
- Kollegenlieferung

### Interner Markt
- Ladengestaltung
- Warenpräsentation und -platzierung
- Optimierung von Aufbau- und Ablauforganisation
- Personalschulung und -motivation
- Beschwerdemanagement
- Wareneingangskontrolle.[5]

## Kooperation
Dieses Instrumentarium kann analog auf überbetriebliches, gemeinsames oder kooperatives Handelsmarketing von Verbundgruppen des Handels übertragen und entsprechend modifiziert werden.
Im Zuge der Konzentrations- und Kooperationsprozesse im Handel und der zum Teil daraus resultierenden Wandlung des Handels vom bloßen Absatzmittler der Hersteller hin zu einem gleichwertigen, marktmächtigen, profilierten und emanzipierten Marktpartner ist die Bedeutung des Handelsmarketings gewachsen. Es berücksichtigt Besonderheiten des Handels wie die Standortgebundenheit, die Nähe zum Kunden, die Bedeutung des Handels in der Wertschöpfungskette, die Verbundbildung (horizontale, vertikale und konglomerate Kooperation) und die Sortimentsbildung als „Kernfunktion des Handels“ (Rudolf Seyffert).
Die Bedeutung des Handelsmarketings wird besonders in der Sortimentspolitik der Handelsunternehmen deutlich. Die Auswahl und Zusammenführung der Waren von einer Vielzahl von Herstellern und Lieferanten zu einem Waren- und Dienstleistungsverbund führt zu mehreren marktwirtschaftlich erwünschten Effekten: Gesamtwirtschaftlich besteht die Handelsleistung darin, dass die Waren aus Konkurrenzvermeidungsbemühungen der Hersteller (unique selling proposition) in eine direkte Konkurrenzbeziehung gebracht (Produktkonkurrenz) und freier Kalkulation unterworfen werden. Betriebswirtschaftlich sind die Entscheidungen des Handelsmanagements desto erfolgreicher, je mehr sie an die Möglichkeiten oder Erfordernisse aller vier Märkte angepasst sind. Zu dieser betriebswirtschaftlichen Handelsleistung – der möglichst optimalen Kombination von ausgewählten, fremderstellten Waren mit eigenen Dienstleistungen und ihrer Verwertung – will Handelsmarketing beitragen.

## Belege
1. ↑  Vgl. Hans-Otto Schenk: Marktwirtschaftslehre des Handels, Wiesbaden 1991, S. 200f., ISBN 3-409-13379-8
2. ↑  FfH-Mitteilungen. Heft 7/1974, S. 1–6.
3. ↑  Roland Mattmüller/Ralph Tunder: Strategisches Handelsmarketing, München 2004, S. 120.
4. ↑  Hans-Otto Schenk: Handelsmarketing für kleine und mittlere Unternehmen auf der Grundlage des Vier-Märkte-Ansatzes, in: Jahrbuch der KMU-Forschung 2000, hrsg. von Jörn-Axel Meyer, München 2000, S. 373–389
5. ↑  Ein grundlegendes System der Instrumente des Handelsmarketings und ihrer strategischen und taktischen Einsatzmöglichkeiten enthält Hans-Otto Schenk: Marktwirtschaftslehre des Handels, Wiesbaden 1991, S. 206ff.
6. ↑  Bruno Tietz: Zur Emanzipation des Handels-Marketing vom Hersteller-Marketing, in: Handels-Marketing, hrsg. von Werner Hasitschka/Harald Hruschka, Berlin-New York 1984, S. 53–79, ISBN 3-11-009877-6.